# Legio I Isaura Sagitaria

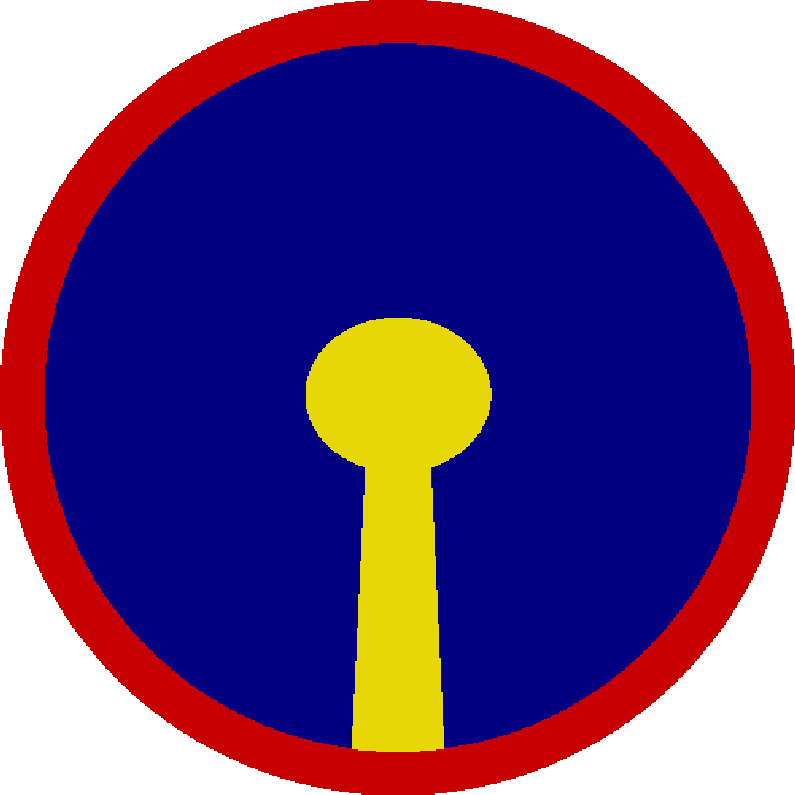
Escudo da I Isauria Sagittaria segundo a "Notitia Dignitatum".

Legio prima Isaura Sagitaria ou Legio I Isaura Sagitaria ("Primeira legião isaura de arqueiros") foi uma legião pseudocomitatense, criada antes ou durante o reinado de Diocleciano, possivelmente na época de Probo. Como seu nome sugere, seus legionários provavelmente serviam também como arqueiros, uma característica rara para legiões romanas.
Segundo a "Notitia Dignitatum", no início do século V, a I Isaura estava sob o comando do mestre dos soldados do Oriente, mas é possível que, originalmente, seu papel tenha sido apenas o de defender a Isáuria juntamente com a II e III Isaura.